# 端平
端平（たんぺい）は、中国・南宋の理宗の治世に使用された元号。1234年 - 1236年。このころから始まった理宗の親政・政治改革を「端平更化」という。

## 西暦・干支との対照表
| 端平 | 元年   | 2年    | 3年    |
| 西暦 | 1234年 | 1235年 | 1236年 |
| 干支 | 甲午   | 乙未   | 丙申   |
| 金   | 天興3  | -      | -      |

## 出来事
- 紹定6年
  - 11月6日：翌年より踰年改元の詔が下る。
- 端平元年
  - 正月10日：モンゴル・南宋連合軍の挟撃により蔡州が陥落。金は完全に滅ぼす。
  - 3月23日：太常寺の官員を洛陽へ派遣して北宋の帝陵に参拝させる。
  - 4月18日：金の哀宗の遺骨が臨安にある太廟に捧げられる。
  - 6月12日：開封・洛陽・南京の三京を回復するための北伐軍が出征する。
  - 8月：河南に出兵した宋軍がモンゴル軍の反撃に会って敗走する（端平入洛）。
  - 12月15日：モンゴルの王檝が臨安を訪れ、盟約の違反を詰責する。
- 端平2年
  - 正月22日：孟珙が黄州に鎮守する。
  - 2月18日：『中書門下後省両司通用条法』が公布される。
  - 5月12日：真徳秀死去。
  - 6月：モンゴル軍が四川・京湖・江淮の3方面を通じて南侵。モンゴル・南宋戦争の開始。
  - 12月5日：万州の盗賊の蒲世興を誅す。
- 端平3年
  - 3月：宋軍の兵乱により襄陽がモンゴルの手中に落ちる。
  - 4月27日：北伐の失敗と国難を自認する理宗の「罪己詔」が下る。
  - 9月：成都府がモンゴル軍により侵される。
  - 11月：江陵に侵寇したモンゴル軍を孟珙が迎撃して破る。
  - 11月25日：宋軍が成都を奪還する。
  - 12月19日：翌年より「嘉熙」へ踰年改元の詔が下る。

## 他の王朝
- モンゴル帝国 - 太宗オゴデイの6年 - 8年